# Lombok Timur
Lombok Timur is een bestuurslaag in het regentschap Lampung Barat van de provincie Lampung, Indonesië. Lombok Timur telt 853 inwoners (volkstelling 2010).